# Szwedzka armia polowa w Polsce
Szwedzka armia polowa w Polsce – jedna z armii polowych w strukturze organizacyjnej wojska szwedzkiego w połowie XVII wieku (druga operowała w Danii).
Brała udział w walkach okresu II wojny północnej (1655-1660).

## Skład w czerwcu 1656
- 4 pułki jazdy szwedzkiej
- 2 pułki jazdy fińskiej
- 28 pułki jazdy najemnej (w tym rajtaria królowej i rajtaria króla; wiele regimentów miało bardzo niskie stany liczebne)
- 4 szwedzkie pułki piechoty
- 3 pułki dragonii najemnej